# 재키 글리슨
재키 글리슨(Jackie Gleason, 1916년 2월 26일 ~ 1987년 6월 24일)은 미국의 배우이자 희극인이다.

## 출연 작품
- 잭키 글리슨: 지니어스 앳 워크 (2006)
- 밥 호프: 헐리우즈 브라이티스트 스타 (1996)
- 스모키 밴디트 3 (1983)
- 스팅 2 (1983)
- 토이 (1982)
- 스모키 밴디트 2 (1980)
- 상속자 (1977)
- 스모키 밴디트 (1977)
- 데이빗 프로스트 쇼 (1969)
- 결혼을 어떻게 하나요 (1969)
- 폭소 대탈출 (1969)
- 스키두 (1968)
- 파파스 델리케이트 컨디션 (1964)
- 빗속의 병사 (1963)
- 헤비급을 위한 진혼곡 (1962)
- 허슬러 (1961)
- 스튜디오 원 (1948)
- 스프링타임 인 더 록키스 (1942)
- 오케스트라 와이브즈 (1942)
- 네이비 블루스 (1941)